# Édifice du Sénat du Canada
L'édifice du Sénat du Canada (anglais : Senate of Canada Building), connu avant 2018 sous le nom de centre de conférences du gouvernement, est un bâtiment classé situé sur la rue Rideau, près du canal Rideau, sur la Colline du Parlement à Ottawa, au Canada. Il s'agit de l'ancienne gare Union (en anglais : Union Station).
L'édifice du Sénat du Canada a été classé édifice fédéral du patrimoine le 19 janvier 1989.

## Histoire
À partir de 2019 et pour une période d'au moins 10 ans, l'édifice du Sénat du Canada va servir de chambre pour le Sénat du Canada, le temps que l'édifice du Centre soit restauré.

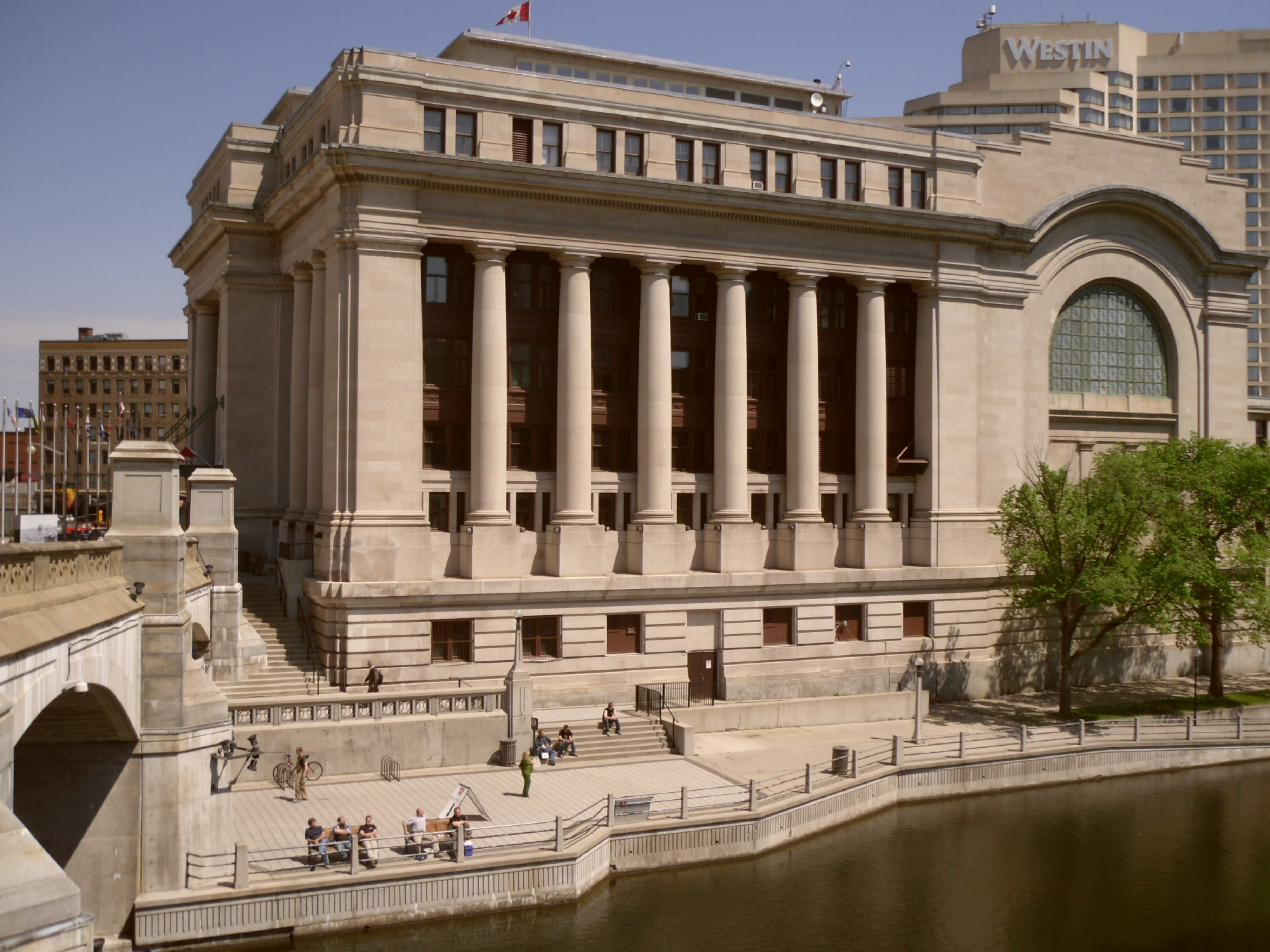
Côté du bâtiment.